# Västlig skogsklematis
Västlig skogsklematis (Clematis ligusticifolia) är en art i familjen ranunkelväxter från västra Nordamerika, från Alberta och British Columbia till nordvästra Mexiko. Arten växer på fuktiga platser i buskage eller skogsmark, 0–2600 m.
Klättrande buske, 5-7 (-20) m lång. Bladen är parbladiga med fem delblad till dubbelt parbladiga med 9-15 delblad, något suckulenta. Delbladen är lansettlika till brett äggrunda, enkla eller flikiga, (1-)3-9 × 0,9-7,2 cm, helbräddade eller varierat tandade. Bladen är undertill kala eller sparsamt håriga, speciellt längs nerverna, nervaturen är otydlig.
Blomställningarna är kvastlik kommer i bladvecken och består av sammansatta knippen med 7-20(-65), tätt sittande blommor. Blommorna vita till gräddvita, enkönade, 0,5–3 cm i diameter, stjärnlika och de saknar doft. Hyllebladen är omvänt äggrunda till omvänt lansettlika, håriga på båda sidor. Ståndarna och pistillerna är talrika. Nötterna är elliptiska med en 3-3,5 cm lång svans. 2 n = 16.

## Odling
Odlas i sol till halvskugga och bör inte utsättas för torka. Arten kan beskäras till ca 30 cm varje vår.

## Synonymer
- Clematis ligusticifolia var. brevifolia Nuttall
- Clematis ligusticifolia var. californica S.Watson
- Clematis neomexicana Wooton & Standley
- Clematis suksdorfii B.L. Robinson